# Jeffrey Pain
Jeffrey Pain (conocido como Jeff Pain; Anchorage, 14 de diciembre de 1971) es un deportista canadiense que compitió en skeleton.
Participó en los Juegos Olímpicos de Turín 2006, obteniendo la medalla de plata en la prueba masculina individual. Ganó tres medallas en el Campeonato Mundial de Skeleton entre los años 2001 y 2005.

## Palmarés internacional
| Juegos Olímpicos   | Juegos Olímpicos | Juegos Olímpicos | Juegos Olímpicos |
| Año                | Lugar            | Medalla          | Prueba           |
| ------------------ | ---------------- | ---------------- | ---------------- |
| 2006               | Turín (Italia)   | Medalla de plata | Individual       |
| Campeonato Mundial |                  |                  |                  |
| Año                | Lugar            | Medalla          | Prueba           |
| 2001               | Calgary (Canadá) | Medalla de plata | Individual       |
| 2003               | Nagano (Japón)   | Medalla de oro   | Individual       |
| 2005               | Calgary (Canadá) | Medalla de oro   | Individual       |